# Landkreis Leipziger Land
Landkreis Leipziger Land – były powiat w rejencji Lipsk w niemieckim kraju związkowym Saksonia. Został wcielony do powiatu Lipsk (niem. Landkreis Leipzig) 1 sierpnia 2008 w wyniku reformy administracyjnej.
Stolicą powiatu była Borna.

## Gminy
| Miasta 1. Böhlen (6943) 2. Borna (22 077) 3. Frohburg (7821) 4. Geithain (6205) 5. Groitzsch (8425) 6. Kitzscher (5905) 7. Kohren-Sahlis (3060) 8. Markkleeberg (23 913) 9. Markranstädt (15 525) 10. Pegau (4751) 11. Regis-Breitingen (4270) 12. Rötha (4065) 13. Zwenkau (8929) Wspólnoty administracyjne - Wspólnota administracyjna Frohburg; gmina Frohburg i Eulatal - Wspólnota administracyjna Geithain; gmina Geithain i Narsdorf - Wspólnota administracyjna Pegau; gminy Elstertrebnitz, Kitzen i Pegau - Wspólnota administracyjna Regis-Breitingen; gmina Deutzen i Regis-Breitingen - Wspólnota administracyjna Rötha; gmina Espenhain i Rötha | Gminy 1. Deutzen (2020) 2. Elstertrebnitz (1472) 3. Espenhain (2682) 4. Eulatal (3527) 5. Großpösna (5544) 6. Kitzen (1989) 7. Narsdorf (1855) 8. Neukieritzsch (5974) |